# Wirich
Wirich (auch Wyrich) ist ein Vorname aus dem Althochdeutschen, Bedeutung: wig = „Kampf“ und rihhi = „reich; mächtig“.

## Namensträger
- Wirich von Bernsau, Herr zu Bellinghoven (1582–1656), klevischer Staatsmann
- Wirich V. von Daun-Falkenstein (* um 1473, † 1546), Diplomat und militärischer Befehlshaber
- Wirich VI. von Daun-Falkenstein (* um 1542; † 1598), deutscher Adliger, Diplomat, Staatsmann und Politiker
- Wirich Philipp von und zu Daun (Fürst von Teano; 1669–1741), kaiserlicher Feldmarschall, Ritter des Ordens vom Goldenen Vlies, kaiserlicher Geheimer Rat und Kämmerer
- Wilhelm Wirich von Daun-Falkenstein (1613–1682), Graf von Falkenstein sowie Herr von Broich und Bürgel